# Museu Professor Gustavo Koetz

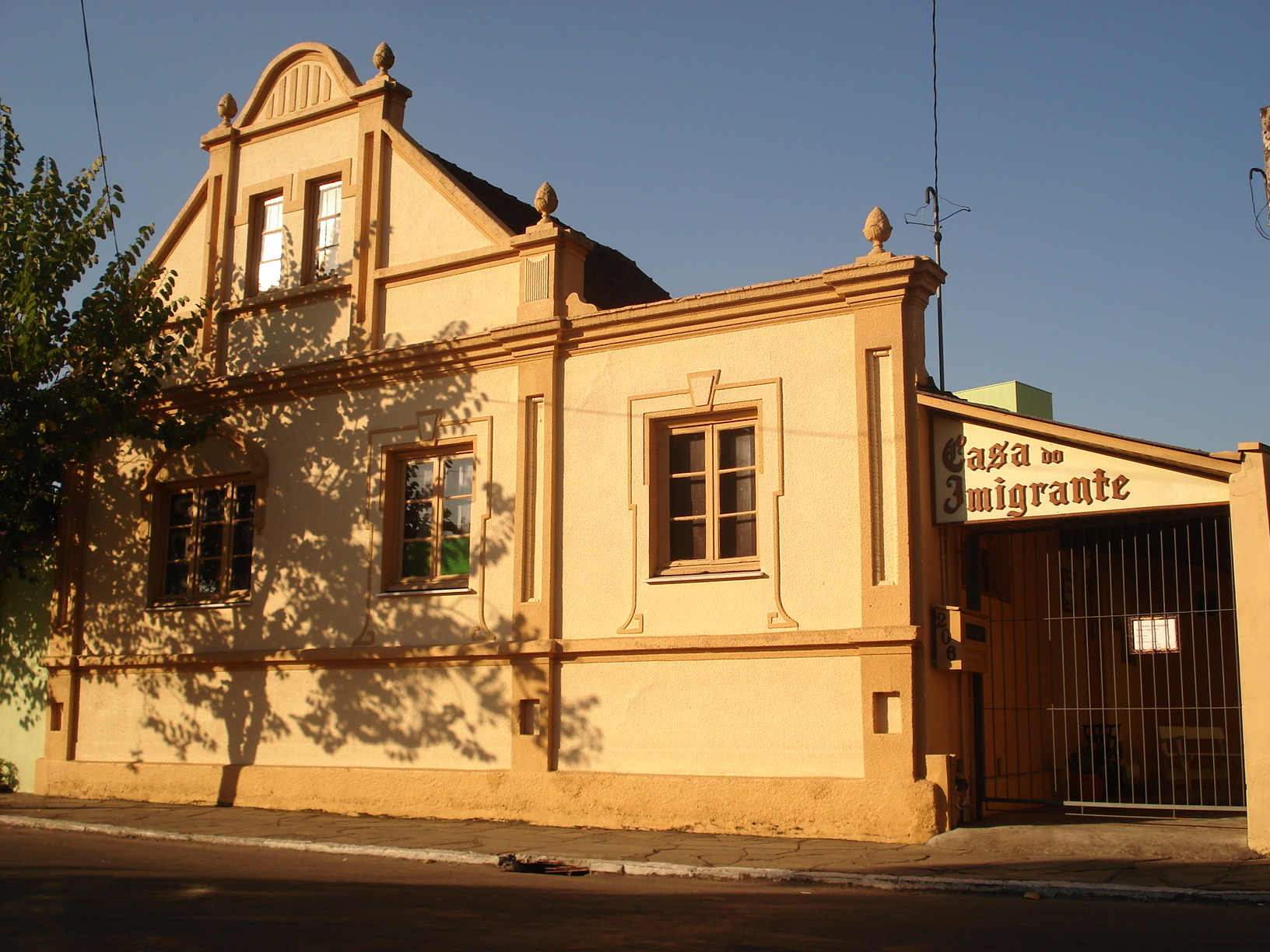
Museu Prof. Gustavo Koetz

O Museu Professor Gustavo Koetz é um museu brasileiro, localizado na cidade de Igrejinha, no estado do Rio Grande do Sul. O museu está instalado em uma edificação em estilo eclético localizada na rua Independência, a mais antiga da cidade.
Conta com um acervo de móveis, instrumentos musicais, partituras, documentos e utensílios pertencentes ao professor Gustavo Adolfo Koetz, um músico e compositor que viveu na cidade de Igrejinha. Entre suas composições está o hino de Igrejinha.
O museu é mantido pela prefeitura através da Fundação Cultural de Igrejinha.